# Casa Coleman-Banks
La Casa Coleman-Banks, también conocida como la Casa de James Oliver Banks, es una residencia histórica ubicada en Eutaw, Alabama, Estados Unidos.

## Historia
La casa fue construida en 1847 por George W. Shauver; posteriormente fue comprada por Rhoda Coleman en 1857 y luego por James Oliver Banks en 1890. La casa fue registrada por la Encuesta de Edificios Históricos Americanos en 1934. La Sociedad Histórica del Condado de Greene compró la casa en 1968. Fue agregado al Registro Nacional de Lugares Históricos el 18 de diciembre de 1970 debido a su importancia arquitectónica.

## Descripción
La casa de estilo neogriego es una estructura de dos pisos con cuatro columnas jónicas monumentales que atraviesan el pórtico frontal. Cuenta con elaboradas puertas neogriegas en la bahía central de la fachada frontal.